# El Paso (Texas)

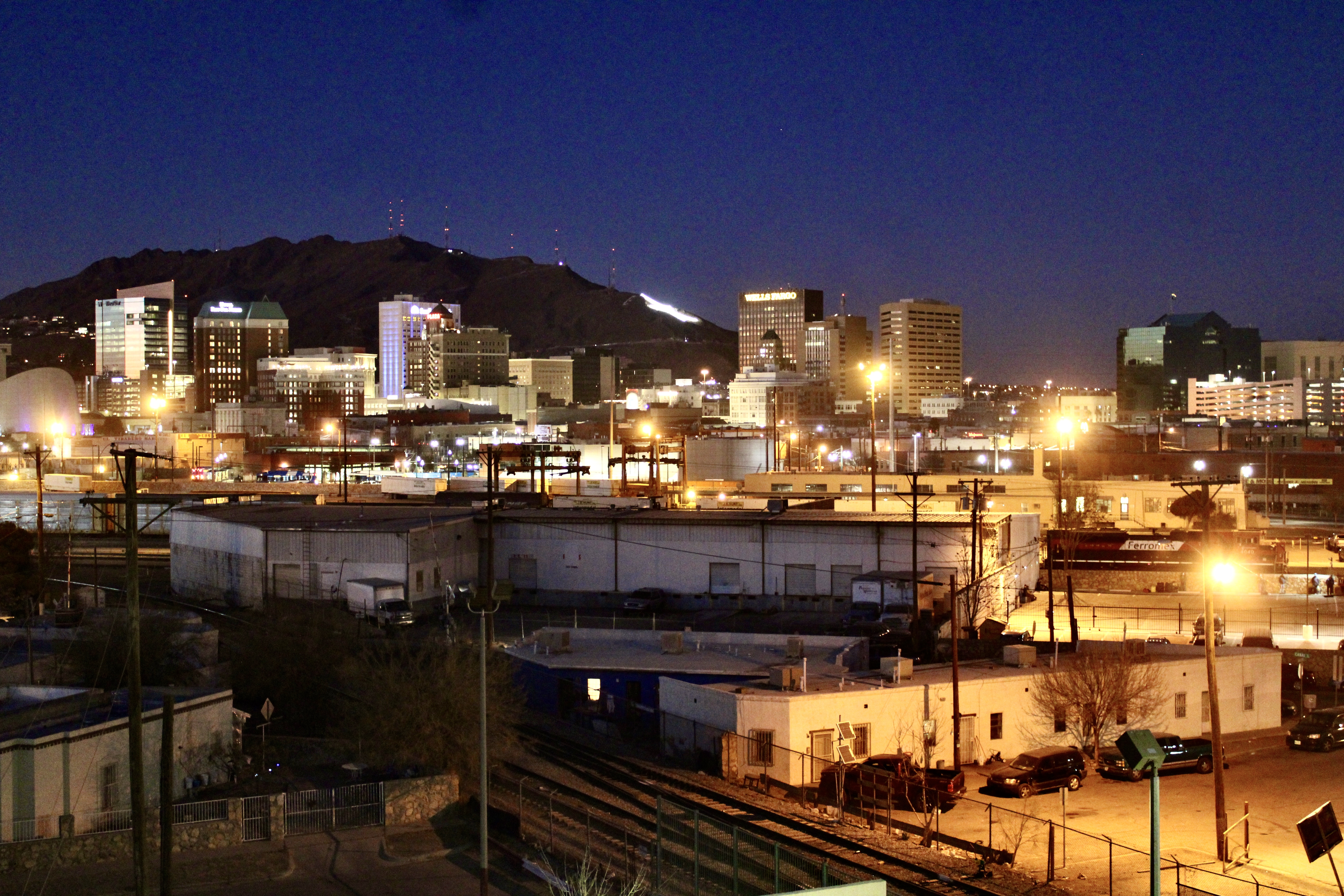
Centro de El Paso

El Paso es una ciudad ubicada en el condado homónimo, en el extremo oeste del estado estadounidense de Texas. En el censo de 2010 tenía una población de 649 121 habitantes y una densidad poblacional de 978 hab./km², siendo la sexta ciudad más poblada de Texas, y la vigésimo primera más poblada en los Estados Unidos. El Paso es la segunda ciudad más importante a lo largo de la frontera entre Estados Unidos y México, después de San Diego. Se encuentra frente a Ciudad Juárez, Chihuahua (México), ciudades separadas por el río Bravo o río Grande. Entre ambas forman un área metropolitana de dos millones y medio de personas.
El Paso alberga la Universidad de Texas en El Paso, fundada en 1914, así como el campus de ciencias de la salud de la Universidad Tecnológica de Texas. Además en la ciudad se encuentra una importante base militar del Ejército de los Estados Unidos, llamada Fort Bliss, ubicada al noreste de la ciudad y que se extiende hacia el norte, hasta White Sands Missile Range. El Paso se localiza en la Sierra de los Mansos, que se extiende desde el norte, dividiendo claramente la ciudad en dos secciones.
La ciudad cuenta con un aeropuerto (el Aeropuerto Internacional de El Paso), una estación de ferrocarriles y una amplia red de carreteras, entre las que se encuentran las rutas I-10, U.S. 54, U.S. 180, U.S. 85 y U.S. 62.
La mayoría de sus habitantes son hispanos o latinos de cualquier raza (80.68 %) y el idioma más hablado es el español.

## Historia
Existe evidencia arqueológica en Keystone Wetlands y Hueco Tanks que indican que estos sitios albergaron asentamientos humanos desde hace miles de años en la región de El Paso. Los primeros exploradores españoles encontraron pueblos mansos, sumas y jumanos habitando la región, que fueron asimilados por la población que se asentó, integrándose a una cultura mestiza. Otros pueblos habrían de integrarse con los mescaleros, quienes durante muchos años habrían de asolar la región. Desde el año 1985 se estableció el Salón de la Fama de las mujeres de El Paso que honra y reconoce los éxitos de sus mujeres.
El explorador español Don Juan de Oñate nacido en Zacatecas, Zacatecas, México en 1550 fue el primer novo hispano (México) explorador conocido por haber observado el Rio Grande, cerca de El Paso, en 1598, celebrando una Misa de Acción de Gracias el 30 de abril de 1598 (décadas antes que la acción de gracias de los Peregrinos). Por lo tanto, los cuatro sobrevivientes de la expedición de Narváez, Alvar Núñez Cabeza de Vaca, Alonso del Catillo Maldonado, Andrés Dorantes de Carranza y su esclavo Estebanico, estuvieron pasando a través del área a mediados de 1530s. El Paso del Norte (hoy Ciudad Juárez), fue fundado en el sur del banco del Río Bravo del Norte (Río Grande), en 1659 por Fray García de San Francisco. En 1680, la pequeña villa de El Paso fue temporalmente una base del gobierno español en el territorio de Nuevo México, como resultado de la Rebelión de los indios Pueblo, hasta el 14 de septiembre de 1692 cuando Santa Fe fue reconquistado y otra vez fue la capital.

### SigloXIX
La Revolución de Texas (1836) no fue muy sentida en la región porque la población estadounidense era pequeña, aproximadamente el 10 % de la población. Por lo tanto, la región fue reclamada por Texas como parte del tratado firmado con México, y numerosos intentos fueron hechos por Texas para reforzar estos reclamos. Por lo tanto, las villas que consistían en lo que ahora es El Paso y los alrededores permanecieron esencialmente como una comunidad segura gobernada por ambos representantes del gobierno Mexicano y del gobierno Texano, entrando en negociaciones por su control, hasta que Texas tomó el control irrevocable en 1846. Durante este interludio de 1836-1848, estadounidenses continuaron formando asentamientos en la región. A mediados de la década de 1840 hubo extensos asentamientos hispanos, como el Rancho San Juan María Ponce de León, asentamientos anglosajones, como Simeón Hart y Hugh Stephenson, establecidos a través de las comunidades de asentamientos estadounidenses a los reclamos de Texas. Stephenson, quien se había casado con una aristócrata hispana, estableció el Rancho de San José de la Concordia, que sería el núcleo de asentamiento anglo e hispano llegando a los límites actuales de El Paso en 1844. La República de Texas reclamó el área, queriendo una parte del comercio de Santa Fe. El Tratado de Guadalupe-Hidalgo hizo efectivos estos asentamientos en el norte del banco del río en la parte de los Estados Unidos, separando el Old El Paso del Norte del lado mexicano. La frontera actual de Texas-Nuevo México llevó a El Paso de una situación dudosa a ser parte de Texas en el Compromiso de 1850.
El Paso permaneció siendo un gran asentamiento en Nuevo México como parte de la República de México hasta su toma por las tropas norteamericanas comandadas por Alexander William Doniphan el 27 de diciembre de 1846, después de la batalla de El Brazito. La cesión a los Estados Unidos sería legalizada en 1848, cuando el Tratado de Guadalupe Hidalgo especificó la frontera que dividiría la población, a saber, alrededor de la catedral de Ciudad Juárez, la cual continuó siendo parte del estado de Chihuahua.
El Paso County fue establecido en marzo de 1850, con San Elizario como el primer asiento del condado. El Senado de los Estados Unidos fijó los límites entre Texas y Nuevo México en el paralelo N.º 32, ignorado por la historia y la topografía. Un puesto militar llamado The Post oposite El Paso (llamado en oposición a El Paso del Norte, a través del Río Grande) fue establecido en 1849 en Coons’ Rancho junto al asentamiento de Franklin, que sería el núcleo del futuro El Paso, Texas. Después de dejar las armas en 1851 el rancho fue predeterminado y embargado. En 1852 una oficina postal establecida en el Rancho, acogiendo el nombre El Paso como un ejemplo del Cruce de la frontera, con el pueblo llamado El Paso del Norte, el cual fue renombrado Juárez en 1888. Después de cambio de manos en dos ocasiones El Paso company se estableció en 1859 y compró la propiedad, contratando a Anson Mills para examinar y diseñar el pueblo formando las primeras calles y el plan del centro de El Paso.
Durante la Guerra Civil, hubo presencia Confederada en el área hasta que fueron capturados por the Union California Column en 1862. Fueron los cuarteles del 5.º Regimiento Voluntario de Infantería de California hasta diciembre de 1874.
Después de la conclusión de la Guerra Civil, la población del pueblo comenzó a crecer como texanos, continuando las mudanzas dentro de las villas, comenzando a mejorar en su mayoría. El Paso por sí mismo, incorporado en 1973, abarcó las comunidades pequeñas que se habían desarrollado a lo largo del río. En los años 1870 fueron reportados una población de veintitrés blancos no hispanos y ciento cincuenta hispanos. Con la llegada de los ferrocarriles the Southern Pacific, Texas y Pacific y Atchison, Topeka y Santa Fe en 1881, la población aumentó a diez mil personas de acuerdo al censo de 1890, con muchos anglo-americanos, inmigrantes recientes, viejos asentamientos hispanos y recién llegados de México. La localidad de El Paso comenzó a recibir recién llegados salvajes originando que la ciudad se tornara violenta y una localidad salvaje conocida como Six Shooter Capital (Capital de seis tiradores) por esta anarquía. La prostitución y el juego florecieron hasta la Primera Guerra Mundial, cuando el Departamento del ejército presionó a las autoridades de El Paso a romper el vicio (esto benefició al vicio de su vecino Ciudad Juárez). Con la supresión del negocio del vicio, considerando la posición geográfica de la ciudad, continuó su desarrolló con una fabricación de primera, transportes, y un centro en el Sureste de los Estados Unidos.

### Desde 1900
En 1909 William Howard Taft y el general Porfirio Díaz planearon una cumbre en El Paso, Texas y Ciudad Juárez (México), una histórica reunión entre el presidente de los Estados Unidos y el presidente de México y también la primera ocasión que un presidente estadounidense cruzaba la frontera. Pero tensiones en ambos lados de la frontera, incluyendo amenazas de asesinato, así que los Texas Rangers en número de cuatro mil y tropas mexicanas, agentes del servicio secreto de los Estados Unidos, agentes del FBI y los marshals de los Estados Unidos, fueron también llamados para garantizar la seguridad. Frederick Russell Burnham, el célebre explorador, estuvo a cargo de doscientos cincuenta agentes privados de seguridad contratados por John Hays Hammond quien era dueño de grandes inversiones en México y amigo muy cercano de Taft desde Yale y como candidato de la vicepresidencia de los Estados Unidos en 1908. El 16 de octubre, el día de la cumbre, Burnham y el soldado CR Moore, un Ranger de Texas, descubrieron a un hombre con una pistola oculta de palma de pie en el edificio de la Cámara de Comercio de El Paso a lo largo de la ruta de la procesión. Burnham y Moore capturaron, desarmaron y arrestaron al pistolero a pocos metros de Taft y Díaz. En 1910, la abrumadora cantidad de personas en la ciudad eran estadounidenses creando un ambiente establecido. Sin embargo, este período fue de corta duración como la Revolución Mexicana, impactó mucho en la ciudad, trayendo una afluencia de refugiados —y capital— a la bulliciosa ciudad en auge. Se establecieron periódicos, teatros, cines y escuelas en español, muchos de ellos apoyados por una próspera clase media de refugiados mexicanos. Gran cantidad de clérigos, intelectuales y hombres de negocios se refugiaron en la ciudad, particularmente entre 1913 y 1915. Finalmente, la violencia de la Revolución Mexicana siguió con la gran diáspora mexicana que había huido a El Paso. En 1915 y nuevamente en 1916 y 1917, varias sociedades revolucionarias mexicanas planearon, organizaron y lanzaron ataques violentos contra los texanos y sus opositores políticos mexicanos en El Paso. Este estado de cosas finalmente condujo al vasto Plan de San Diego que resultó en el asesinato de veintiún ciudadanos blancos. Las represalias posteriores de la milicia local pronto causaron una escalada de violencia, en la que se estima que aproximadamente trescientos mexicanos y méxico-americanos perdieron la vida. Estas acciones afectaron a casi todos los residentes de todo el valle inferior del Río Grande, lo que resultó en pérdidas de millones de dólares. El resultado final del Plan de San Diego fue una enemistad de larga data entre los dos grupos raciales.
Simultáneamente, otros texanos y estadounidenses se congregaron en la ciudad y, en 1920, junto con las tropas del ejército de Estados Unidos, la población superó los cien mil y los blancos una vez más fueron una clara mayoría. Sin embargo, la ciudad aumentó la segregación entre mexicanos y mexicoamericanos contra los estadounidenses. En respuesta, la Iglesia Católica intentó obtener la lealtad de la comunidad mexicano-estadounidense a través de organizaciones educativas y de participación política y cívica, incluido el National Catholic Welfare Fund. En 1916, la Oficina del Censo informó que la población de El Paso era 53 % mexicana y 44 % blanca. La minería y otras industrias se desarrollaron gradualmente en la zona. En El Paso y el noreste de trenfue fundado en 1897, para ayudar a extraer los recursos naturales de las áreas circundantes, especialmente en el sudeste del territorio de Nuevo México. Las décadas de 1920 y 1930 vieron el surgimiento de un importante desarrollo comercial en la ciudad, parcialmente habilitado por el contrabando en la era de la Prohibición. sin embargo, el desmovilización militar y una depresión económica agrícola que golpeó lugares como El Paso primero antes de que se sintiera la Gran Depresión más grande en las grandes ciudades, golpeó la ciudad con fuerza. A su vez, como en el resto de los Estados Unidos, la era de la Depresión en general afectó fuertemente a la ciudad, y la población de El Paso disminuyó hasta el final de la Segunda Guerra Mundial, con la mayoría de las pérdidas de población provenientes de la comunidad blanca. No obstante, los blancos siguieron siendo la mayoría hasta la década de 1940.[cita requerida]
Durante y después de la Segunda Guerra Mundial, la expansión militar en el área, así como los descubrimientos de petróleo en la cuenca del Pérmico (América del Norte), ayudaron a generar una rápida expansión económica a mediados del siglo XX. La fundición de cobre, el refinamiento de petróleo y la proliferación de industrias de bajos salarios (particularmente la confección de prendas de vestir), lideraron el crecimiento de la ciudad. Además, la partida de la población rural de la región, que era principalmente blanca, a ciudades como El Paso, trajo una explosión de capital y mano de obra a corto plazo. Sin embargo, esto se equilibró con salidas adicionales de estadounidenses de clase media a otras partes del Estado y del país, que ofrecían empleos nuevos y mejor remunerados. A su vez, las empresas locales miraron hacia el sur a las oportunidades que brindaba la mano de obra mexicana barata. Además, el período de 1942 a 1956 vio el programa Bracero patrocinado por el gobierno estadounidense que trajo mano de obra mexicana barata al área rural, para reemplazar las pérdidas de la población blanca nativa, muchos de ellos reclutados por el ejército para los campos de batalla en la Segunda Guerra Mundial. A su vez, en busca de empleos mejor remunerados, estos migrantes también se mudaron a El Paso. En 1965, los hispanos una vez más eran mayoría. Mientras tanto, la expansión de la posguerra se desaceleró nuevamente en la década de 1960, pero la ciudad continuó creciendo con la anexión de los barrios circundantes y en gran parte debido a su importante relación económica con México. [cita requerida]
La huelga de Farah, 1972-1974, tuvo lugar en El Paso, Texas. Esta huelga fue originada y liderada por chicanas, o mujeres mexicoamericanas, debido a que Farah Manufacturing Company, una de las fábricas más grandes de la ciudad, que estaba desorganizada, con bajos salarios y discriminación, sin beneficios, falta de neutralidad de género, riesgos para la salud y la seguridad y cuotas inalcanzables. Texas Monthly describió la huelga de Farah como la «huelga del siglo».
El 3 de agosto de 2019, ocurrió un tiroteo masivo / ataque terrorista doméstico en un Walmart en El Paso, que dejó veintidós personas muertas y otras veinticuatro heridas, cometido por un originario de Allen, Texas, ciudad situada a 900 km de El Paso. Hubo ocho mexicanos y catorce estadounidenses fallecidos, además de heridos que fueron siendo atendidos en los hospitales. Es considerado un crimen de odio contra los mexicanos y mexico-estadounidenses. El asesino terminó siendo condenado a cadena perpetua.

## Geografía

### Ubicación
Según la Oficina del Censo de los Estados Unidos, El Paso tiene una superficie total de 663.7 km², de la cual 661.05 km² corresponden a tierra firme y (0.4 %) 2.64 km² es agua. El Paso se encuentra a una altitud de 1140 m sobre el nivel medio del mar. El rústico y rojo Pico Franklin Norte en la Sierra de los Mansos (o sierra de Franklin, del inglés: Franklin Mountains) se eleva a 2192 m sobre el nivel del mar, es el punto más alto dentro de la ciudad y puede ser visto dentro de un radio de cien kilómetros a la redonda. El Río Bravo o Río Grande cruza a lo largo del Valle del Río Grande en el límite sur de la sierra de los Mansos. Conforme el río desciende desde Nuevo México, al norte, va definiendo el límite entre El Paso y el Condado de Doña Ana, en Nuevo México. Después interseca la frontera con México y determina el límite entre El Paso y Ciudad Juárez al sur de la ciudad. El volcán extinto Cristo Rey se eleva en el Valle del Río Grande justo al oeste de El Paso, en la margen del estado de Nuevo México. Otros rasgos volcánicos se encuentran cerca de la ciudad como son el Hoyo de Kilbourne y el de Hunt, que son cráteres volcánicos de Maar ubicados a treinta kilómetros al oeste de la sierra de los Mansos (sierra de Franklin).

### Barrios
La Montaña Franklin se extiende a lo largo de El Paso desde el norte y claramente divide la ciudad en diversas secciones, junto con los sectores ocupados por Fort Bliss y el Aeropuerto Internacional de El Paso:
- El Paso Noroeste (más conocido como El Paso Oeste)
- El Paso Centro
- El Paso Noreste
- El Paso Este
- El Paso Valle de las Misiones (antes conocido como Valle Bajo e Ysleta)

### Clima

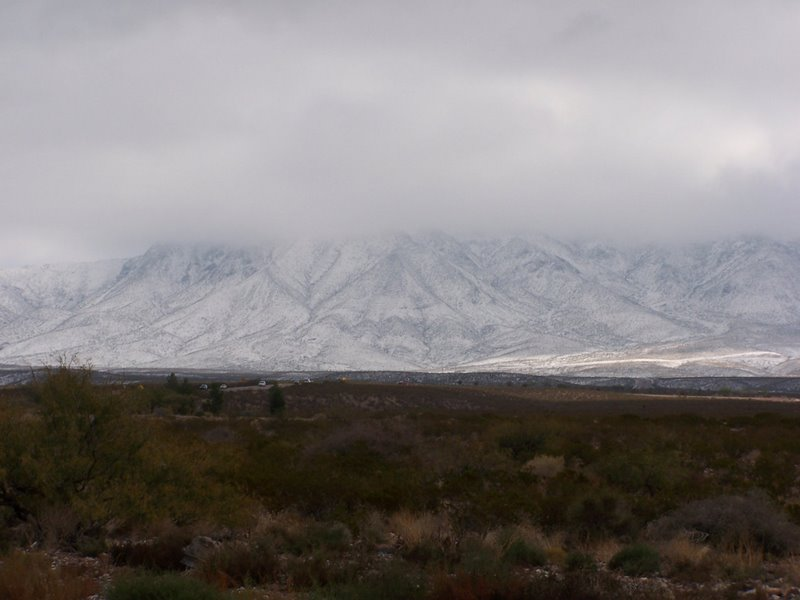
La Sierra de los Mansos (Franklin Mountains) nevadas.

- Según la Clasificación climática de Köppen, El Paso tiene un clima semiárido con veranos muy cálidos casi sin humedad e inviernos templados y secos.

- La temperatura varía desde los 15 °C de máxima y 1 °C de mínima en enero, hasta los 36 °C de máxima y 23 °C de mínima entre junio y agosto.

- Según el Servicio Meteorológico Nacional de los Estados Unidos, en El Paso el sol brilla durante trescientos dos días del año en promedio, de los cuales el 83 % de las horas tienen luz de día. Es por esto que a la ciudad se le apoda The Sun City («Ciudad del Sol»).
- La precipitación promedio es de 223 mm al año, teniendo lugar generalmente durante el verano entre julio y septiembre a causa del flujo monzonal proveniente del Golfo de California. Y aunque casi no llueve en El Paso, muchas partes de la ciudad se inundan ocasionalmente durante las intensas lluvias monzónicas de verano.

Debido a la elevación de 1200 m en la zona, no es extraño que se den también las nevadas.

#### Estadísticas climáticas
| Parámetros climáticos promedio de Aeropuerto Internacional de El Paso, Texas (normales 1991–2020, extremos 1879–presente) | Parámetros climáticos promedio de Aeropuerto Internacional de El Paso, Texas (normales 1991–2020, extremos 1879–presente) | Parámetros climáticos promedio de Aeropuerto Internacional de El Paso, Texas (normales 1991–2020, extremos 1879–presente) | Parámetros climáticos promedio de Aeropuerto Internacional de El Paso, Texas (normales 1991–2020, extremos 1879–presente) | Parámetros climáticos promedio de Aeropuerto Internacional de El Paso, Texas (normales 1991–2020, extremos 1879–presente) | Parámetros climáticos promedio de Aeropuerto Internacional de El Paso, Texas (normales 1991–2020, extremos 1879–presente) | Parámetros climáticos promedio de Aeropuerto Internacional de El Paso, Texas (normales 1991–2020, extremos 1879–presente) | Parámetros climáticos promedio de Aeropuerto Internacional de El Paso, Texas (normales 1991–2020, extremos 1879–presente) | Parámetros climáticos promedio de Aeropuerto Internacional de El Paso, Texas (normales 1991–2020, extremos 1879–presente) | Parámetros climáticos promedio de Aeropuerto Internacional de El Paso, Texas (normales 1991–2020, extremos 1879–presente) | Parámetros climáticos promedio de Aeropuerto Internacional de El Paso, Texas (normales 1991–2020, extremos 1879–presente) | Parámetros climáticos promedio de Aeropuerto Internacional de El Paso, Texas (normales 1991–2020, extremos 1879–presente) | Parámetros climáticos promedio de Aeropuerto Internacional de El Paso, Texas (normales 1991–2020, extremos 1879–presente) | Parámetros climáticos promedio de Aeropuerto Internacional de El Paso, Texas (normales 1991–2020, extremos 1879–presente) |
| Mes | Ene. | Feb. | Mar. | Abr. | May. | Jun. | Jul. | Ago. | Sep. | Oct. | Nov. | Dic. | Anual |
| --- | --- | --- | --- | --- | --- | --- | --- | --- | --- | --- | --- | --- | --- |
| Temp. máx. abs. (°C) | 26.7 | 30 | 33.9 | 36.7 | 40.6 | 45.6 | 44.4 | 44.4 | 40 | 35.6 | 30.6 | 26.7 | 45.6 |
| Temp. máx. media (°C) | 14.8 | 17.8 | 22.2 | 26.7 | 31.5 | 36.2 | 35.4 | 34.4 | 31.3 | 26.3 | 19.4 | 14.3 | 25.9 |
| Temp. media (°C) | 8.1 | 10.8 | 14.8 | 19.2 | 24.1 | 28.8 | 29.1 | 28.3 | 24.9 | 19.3 | 12.5 | 7.8 | 19 |
| Temp. mín. media (°C) | 1.4 | 3.8 | 7.5 | 11.8 | 16.7 | 21.4 | 22.8 | 22.1 | 18.6 | 12.2 | 5.6 | 1.3 | 12.1 |
| Temp. mín. abs. (°C) | -22.2 | -17.2 | -10 | -5 | -0.6 | 7.8 | 13.3 | 11.1 | 5 | -3.9 | -17.2 | -20.6 | -22.2 |
| Precipitación total (mm)                                                                                                  | 9.9 | 10.2 | 6.1 | 4.3 | 10.9 | 18.5 | 40.1 | 42.4 | 38.6 | 15 | 10.9 | 16 | 223 |
| Nevadas (cm) | 2 | 0.5 | 0 | 0 | 0 | 0 | 0 | 0 | 0 | 0 | 1.3 | 3.3 | 7.1 |
| Días de precipitaciones (≥ 0.2 mm)                                                                                        | 3.3 | 3.1 | 2.1 | 1.4 | 2.4 | 3.4 | 8.1 | 7.8 | 5.5 | 4.1 | 2.6 | 3.8 | 47.6 |
| Días de nevadas (≥ 0.2 cm)                                                                                                | 0.7 | 0.3 | 0.0 | 0.0 | 0.0 | 0.0 | 0.0 | 0.0 | 0.0 | 0.1 | 0.2 | 0.8 | 2.1 |
| Horas de sol | 254.5 | 263.0 | 326.0 | 348.0 | 384.7 | 384.1 | 360.2 | 335.4 | 304.1 | 298.6 | 257.6 | 246.3 | 3762.5 |
| Humedad relativa (%) | 50.5 | 41.6 | 32.4 | 26.9 | 27.1 | 29.9 | 43.9 | 48.4 | 50.5 | 47.1 | 46.1 | 51.5 | 41.3 |
| Fuente: NOAA (humedad 1962–1990, horas de sol 1961–1990)                                                                  | | | | | | | | | | | | | |

## Demografía

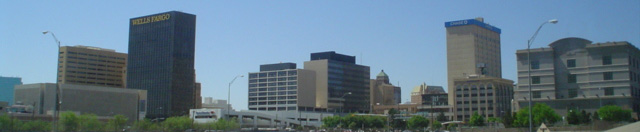
Distrito financiero de El Paso.

Según el censo de 2010, había 649 121 habitantes residiendo en El Paso. La densidad de población era de 978.04 hab./km². De los 649 121 habitantes, El Paso estaba compuesto por el 80.84 % blancos, el 3.39 % eran afroamericanos, el 0.73 % eran amerindios, el 1.19 % eran asiáticos, el 0.14 % eran isleños del Pacífico, el 11 % eran de otras razas y el 2.7 % pertenecían a dos o más razas. Del total de la población el 80.68 % eran hispanos o latinos de cualquier raza.
En el Censo de 2000, de los 182 063 hogares, el 42.4 % tienen niños menores de dieciocho años, el 54.6 % son parejas casadas, el 18.5 % tienen una mujer sin marido presente y el 22.5 % no son familias. El 19.2 % de los habitantes de estos hogares son solteros y el 7.2 % tienen a algún mayor de sesenta y cinco años viviendo solo.
La población de la ciudad se distribuye, según la edad, de la siguiente manera: 31 % menores de dieciocho años, 10 % de dieciocho a veinticuatro, 29.1 % de veinticinco a cuarenta y cuatro, 19.2 % de cuarenta y cinco a sesenta y cuatro y 10.7 % mayores de sesenta y cinco. La edad media es de treinta y un años. Por cada 100 mujeres hay 90.4 hombres. Por cada 100 mujeres de más de dieciocho años hay 85 hombres.
Los ingresos medios en un hogar de la ciudad son de 32 124 dólares anuales y la media por familia es de 35 432 dólares. Los hombres tienen unos ingresos medios de 28 989 dólares frente a los 21 540 dólares de las mujeres. Los ingresos per cápita de la ciudad son de 14 388 dólares. El 22.2 % de la población y el 19 % de las familias están por debajo del umbral de la pobreza. De toda la población, el 29.8 % de los menores de dieciocho y el 17.7 % de los mayores de sesenta y cinco están por debajo del umbral de pobreza.

## Educación

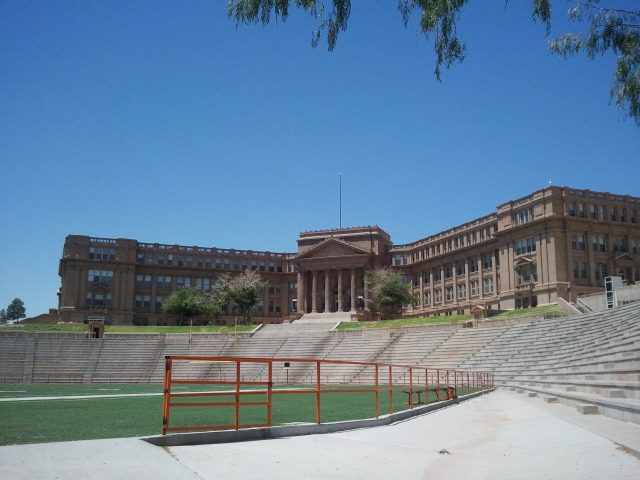
Escuela Preparatoria El Paso

El Distrito Escolar Independiente de El Paso, el Distrito Escolar Independiente de Ysleta, el Distrito Escolar Independiente de Socorro, y Distrito Escolar Independiente de Canutillo gestionan escuelas públicas que sirven la Ciudad de El Paso.
Socorro ISD sirve el este de la ciudad.

## Deportes
El Paso no tiene equipos en las principales ligas de América del Norte, pero cuenta con equipos de ligas menores y equipos de UTEP. Además, cuenta con la empresa de lucha libre profesional Cinta de Oro Promotions.
| Equipo                  | Deporte     | Liga                                                                       | Estadio                   |
| ----------------------- | ----------- | -------------------------------------------------------------------------- | ------------------------- |
| El Paso Diablos         | Béisbol     | American Association of Independent Professional Baseball (South Division) | Cohen Stadium             |
| El Paso Chihuahuas      | Béisbol     | Pacific Coast League                                                       | Southwest University Park |
| El Paso Patriots        | Fútbol      | USL Premier Development League                                             | Patriot Stadium           |
| El Paso Rhinos          | Ice Hockey  | Western States Hockey League                                               | El Paso County Coliseum   |
| UTEP Miners             | Division I  | Conference USA                                                             | Don Haskins Center        |
| El Paso Locomotive FC   | Fútbol      | USL Championship                                                           | Southwest University Park |
| Cinta de Oro Promotions | Lucha Libre | IOCW Championship                                                          | Ubicación variable        |

## Relaciones internacionales

### Ciudades hermanadas
La ciudad de El Paso está hermanada con 12 ciudades alrededor del mundo
- Ciudad Juárez (México)
- Jerez de la Frontera (España)
- Coyuca de Catalán (México)
- Chihuahua (México)
- Torreón (México)
- Mérida (España)
- Zacatecas (México)
- Huancayo (Perú)
- Yaritagua (Venezuela)
- Jiutepec (México)
- San Diego (Estados Unidos)
- Hadera (Israel)